# Distretto di Pangoa
Il distretto di Pangoa  è uno degli  otto distretti della provincia di Satipo, in Perù. Si trova nella regione di Junín.